# Фреклебен
Фреклебен (нем. Freckleben) — посёлок в Германии, в земле Саксония-Анхальт.
Входит в состав района Ашерслебен-Штасфурт. Подчиняется управлению Ашерслебен/Ланд. Население — 733 чел. Занимает площадь 12,38 км².